# Miejski Zakład Komunikacyjny w Pabianicach
Miejski Zakład Komunikacyjny w Pabianicach Sp. z o.o. – przewoźnik świadczący usługi w zakresie pasażerskiego transportu zbiorowego. Działa od 1992 roku na obszarze Gminy Pabianice, Gminy Ksawerów, Gminy Dłutów i Gminy Rzgów.

## Historia
Miejski Zakład Komunikacyjny w Pabianicach powstał 1 lipca 1992 roku na bazie istniejącej przy ulicy Lutomierskiej zajezdni autobusowej MPK Łódź. MZK Pabianice przejęło obsługę pabianickich linii MPK Łódź, zaplecze techniczne bazy oraz stacjonujące tam autobusy. 1 października 2005 roku MZK zostało przekształcone w spółkę prawa handlowego.

## Tabor[1]

### Tabor aktualnie eksploatowany
| Model autobusu                              | Numery taborowe                             | Eksploatacja od                             | Ilość |
| ------------------------------------------- | ------------------------------------------- | ------------------------------------------- | ----- |
| Solaris Urbino 12                           | 001-005, 810-818                            | 2008/2010                                   | 14    |
| Solaris Urbino 12 Hybrid                    | 851-854, 901-914                            | 2018                                        | 18    |
| Liczba pojazdów                             | Liczba pojazdów                             | Liczba pojazdów                             | 32    |
| Udział autobusów niskopodłogowych we flocie | Udział autobusów niskopodłogowych we flocie | Udział autobusów niskopodłogowych we flocie | 100%  |

### Tabor wycofany z eksploatacji
| Model autobusu       | Lata eksploatacji | Numery taborowe                                                                      |
| -------------------- | ----------------- | ------------------------------------------------------------------------------------ |
| Ikarus 260           | 1983-2007         | 303, 305-307, 312-316, 318, 319, 321, 324-326, 328, 332-336, 401, 402, 404, 501-510, |
| Jelcz 120M           | 1993-2012         | 353-355, 451-456, 551, 552, 601-603, 701-711,                                        |
| Jelcz M081MB         | 2006-2019         | 651, 652, 653                                                                        |
| Jelcz PR110M         | 1991-2008         | 201, 202, 351, 352,                                                                  |
| MAN NL 202           | 2007-2016         | 751-755,                                                                             |
| MAN NL 222           | 2008-2019         | 801-808,                                                                             |
| MAN NL263            | 2014-2019         | 401-403,                                                                             |
| MAN NL313            | 2014-2019         | 404                                                                                  |
| Solaris Urbino 12 LE | 2017-2019         | 721, 722                                                                             |

### Tabor techniczny
| Model pojazdu  | Numer taborowy |
| -------------- | -------------- |
| Ikarus 260     | #700           |
| Polonez Truck  | #800           |
| Renault Kangoo | #900           |